# Glossolalia (album)
Glossolalia è un album di Steve Walsh.

## Tracce
1. "Glossolalia" - 5:32
2. "Serious Wreckage" - 6:02
3. "Heart Attack" - 4:18
4. "Kansas" - 8:54
5. "Nothing" - 3:08
6. "Haunted Man" - 5:37
7. "Smackin' the Clowns" - 10:04
8. "That's What Love's All About" - 5:12
9. "Mascara Tears" - 5:42
10. "Rebecca" - 5:15

## Formazione
- Steve Walsh, voce
- Mike Slamer, chitarra
- Jim Roberts, tastiera
- Billy Greer, basso
- Virgil Donati, batteria